# Torre humana

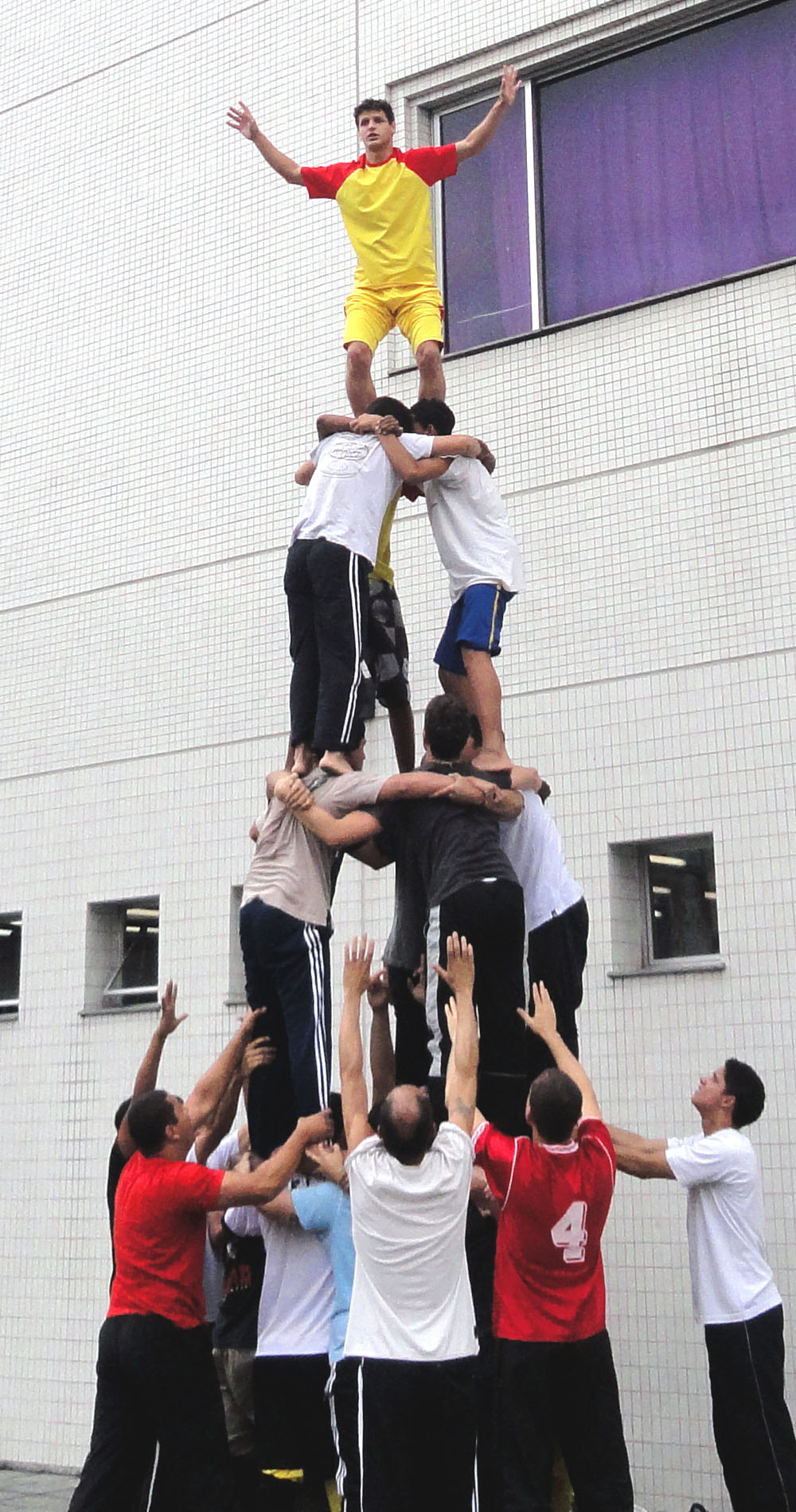
Torre de 4 andares quase em pé. A cena durante o ensaio dos membros da BSGI do Rio de Janeiro, em outubro de 2011.

A torre humana é uma variedade de montagem da ginástica montada. Junto com a pirâmide humana, é apresentada frequentemente na cena final. Na ginástica, é a montagem de maior tamanho e altura. Sobre o ombro dos componentes da base, colocam-se os pés dos componente do segundo andar. Da mesma forma, acumulam-se os componentes dos andares superiores. A montagem é realizada na postura sentada. Após a conclusão a montagem, a torre se levanta a partir de andares inferiores para superiores e, finalmente toma a postura ereta. Como um termo geral, a expressão torre humana é frequentemente confundida com a pirâmide humana. O presente item apresenta a torre humana da ginástica montada.

## Torre de 3 andares
Torre de 3 andares é a forma básica das torres humanas. Devido à relativamente baixo grau de dificuldade, é exibida em várias ocasiões. A forma comumente exibida é da estrutura com base de 6, segundo andar de 3 e topo dd 1, sendo de 6+3+1, em total 10 componentes fundamentais. Este formato tem boa estabilidade estrutura e com relativamente pequena carga de peso para cada componente. Desta forma, mesmo para os jovens do século XXI, pode-se obter um desempenho de aperfeiçoamento satisfatório com base nos ensaios semanais em domingos durante 1 mês e meio. Existem outras estruturas, tais como de 5+3+1, 4+2+1 e 3+2+1. Para a realização desses, é necessário treinamento físico de grau mais evoluído. De acordo com a estrutura da montagem, é classificada em dois tipos principais: Formato padrão e formato brasileiro.
A torre de formato padrão é exibida em vários países do mundo, tais como Japão,Malásia, Filipina e Estados Unidos da América. A torre de 3 andares de Hong Kong é de forma parecida ao padrão, porém há diferença na estrutura da base. Os seis componentes da base se sentam profundamente pisando o chão com o solo de dois pés. O braço direito pega o braço esquerdo do companheiro do esquerdo do companheiro esquerdo, denominado o espaçamento um. Os três componente do segundo andar sobem sobre o ombro direito da base na sola do pé e pega o cotovelo dos companheiros vizinhos, denominado o espaçamento zero. O topo pisa no ombro dos dois componentes do segundo andar e colocar as mãos sobre outro um. Após a conclusão da montagem, se levanta a partir do andar inferior para superior. Cada componente do segundo andar e do topo acompanha dois membros do apoio. Com os apoios, o número total dos componentes é 16. No levantamento da torre, cada segundo andar é carregado por dois membros da base e dois de apoio, em total por quatro membros. A base se levanta pela força de duas pernas carregando os andares superiores até que tome a postura de coluna reta e vertical.
A torre do formato brasileiro é a simplificação da torre de 4 andares de formato brasileiro, que foi exibida em 1984 e, tem sido adotada até o presente. Em comparação com a torre padrão, a torre brasileira é estruturalmente firme, com diâmetro menor. Devido à concentração das forças ao centro da torre, é difícil quebrar. Os componentes do segundo andar tem baixo ângulo de basculamento frontal, ou seja, de postura próxima a vertical e, portanto quase não há efeito de creep. Na posição sentada, os seis componentes da base colocam o pé direito para frente e pé esquerdo para trás. Os joelhos são curvados em 90 graus e sustentam o peso com pé direito e joelho esquerdo. Os componentes da base amarram os braços com espaçamento dois. Os três do segundo andar sobem sobre o ombro direito da base e amarram os braços com espaçamento um. Os três encostam a testa e forma a estrutura triangular. O topo pisa no ombro dos dois componentes do segundo andar e pega os braços do outro membro, chamado de contra-peso. Após a conclusão da montagem, se levanta a partir do andar inferior para superior. Na torre brasileira, cada componente do segundo andar e do topo acompanha um apoio. Com os apoios, o número total dos componentes é 16. No levantamento da torre, cada segundo andar é carregado por dois membros da base e dois de apoio, em total por quatro membros. A base se levanta pela força de duas pernas carregando os andares superiores até que tome a postura de coluna reta e vertical. Os membros totais com apoios são 14. Os apoios trabalham durante a montagem como a estada e durante o levantamento para aliviar a sobrecarga carregada sobre a base. A base se levanta distribuindo 70% da força na perna direta e 30% na perna esquerda, mantendo a coluna vertical reta durante um curto tempo, aproximadamente 3 segundos. A base do formato brasileiro é alta e, portanto são necessários apoios para a montagem dos andares superiores. Além disso, a base se levanta rapidamente, o que dificulta o levantamento simultâneo de todos os andares, denominado levantamento instantâneo. Em novembro de 2010, o grupo dos jovens da BSGI realizou o levantamento instantâneo da torre humana brasileira.
A Malásia tem a torre humana de formato especial, chamada de torre plana de 3 andares. Esta tem estrutura de 3+2+1 com 4 apoios. Para a exibição, é necessário alto nível de condicionamento físico e alto grau de equilíbrio e, portanto ainda não foi apresentada fora da Malásia.
Na Catalunha há uma prática cultural tradicional, chamada Castells é que consiste em fazer construções humanas que se assemelham a castelos.

## Assuntos relacionados
- Ginástica montada
- Pirâmide humana